# Пустельникове
Пустельни́кове — село в Україні, в Олександрійській міській громаді Олександрійського району Кіровоградської області. Населення становить 259 осіб.

## Найвідоміші уродженці
- Колесник Євдокія Василівна (* 1942) — українська співачка (сопрано), народна артистка УРСР (1978), лауреат Шевченківської премії (1976).
- Шевченко Аліна Андріївна (* 2005) — українська поетеса, письменниця, журналістка, модель.

## Населення
Згідно з переписом УРСР 1989 року чисельність наявного населення села становила 293 особи, з яких 134 чоловіки та 159 жінок.
За переписом населення України 2001 року в селі мешкало 259 осіб.

### Мова
Розподіл населення за рідною мовою за даними перепису 2001 року:
| Мова       | Відсоток |
| ---------- | -------- |
| українська | 98,84 %  |
| російська  | 0,77 %   |
| угорська   | 0,39 %   |